# زمین‌لرزه ۱۹۴۸ فیلیپین
زمین‌لرزه فیلیپین  در تاریخ ۲۴ ژانویه ۱۹۴۸ میلادی، برابر با ‎۳ بهمن ۱۳۲۶، ساعت ۱۷:۴۶:۴۰ به زمان یوتی‌سی در فیلیپین رخ داد. بزرگی آن ۸٫۱ در مقیاس Mw اعلام شده‌است. زمین‌لرزه به وقت محلی در روز یکشنبه، ساعت ۱ روی داده و منطقه زمانی آن یوتی‌سی +۸ بوده‌است.
سازمان زمین‌شناسی آمریکا نیز جای این زمین‌لرزه را در مختصات ۱۰°۳۰′شمالی ۱۲۲°۰۰′شرقی / ۱۰٫۵°شمالی ۱۲۲°شرقی و بزرگی آنرا برابر با ۸٫۳ در مقیاس ریشتر اعلام کرده‌است. ژرفای گزارش شده از سوی این سازمان ۳۳ کیلومتر می‌باشد.
سونامی نیز در این زلزله گزارش شده‌است.